# Monte Pizzone
Il Monte Pizzone (1316,3 m s.l.m.)  è una montagna dei Monti Lepini nell'Antiappennino laziale, che si trova nel Lazio, tra la Città metropolitana di Roma Capitale e la provincia di Latina, tra i comuni di Carpineto Romano e Roccagorga.